# Domien De Gruyter
Domien De Gruyter (Antwerpen, 3 juli 1921 – Wommelgem 16 augustus 2007) was een Vlaams acteur en regisseur. 
De Gruyter debuteerde in 1943 in de KNS Antwerpen onder directeur Joris Diels. Tussen 1962 tot 1972 was hij verbonden aan het dramatisch gezelschap van de BRT. Van 1972 tot 1986 was hij directeur van de KNS in Antwerpen. Na zijn pensioen in 1986 werd hij opgevolgd door Yvonne Lex. In 1996 publiceerde hij Boekje-Doekje Open, waarin hij een overzicht gaf van de hoogtijdagen en crisismomenten van de podiumkunsten in Antwerpen, toegespitst op de figuur van regisseur en KNS-directeur Joris Diels.
De Gruyter speelde onder meer rollen in jeugdfeuilletons als De Kat (Oskar Dias) en Fabian van Fallada (de weerwolf). Daarnaast was hij ook te zien in Wij, Heren van Zichem, de Britse oorlogsserie Secret Army en De vorstinnen van Brugge. Een glansrol van hem was Savonarola in "Storm over Firenze" van Luc Vilsen in KVS-Brussel. Hij gaf ook les aan het conservatorium van Antwerpen.
Een kenmerkende uitspraak van hem was "I like my Shakespeare well dressed".
Domien De Gruyter overleed 16 augustus 2007 in een rusthuis in Wommelgem, op 86-jarige leeftijd.